# Victor Garber
Victor Joseph Garber, kanadsko-ameriški igralec in pevec, * 16. maj 1949London, Ontario, Kanada
Garber je znan po svojih številnih delih na televiziji, v filmih in v gledališču. Kariero je začel na gledališkem odru na Broadwayu z igranjem: Jezus v Godspellu;  Anthony Hope v Sweeney Todd: Demon brivec iz Fleet Street; in John Wilkes Booth v Assassinsu. Pozneje si je prislužil štiri nominacije za nagrado Tony za svoja igranja v filmih Deathtrap, Little Me, Lend Me a Tenor in Damn Yankees. Garber je znan tudi po svojih filmskem igranju v komedijah Sleepless v Seattlu (1993), The First Wives Club (1996) in Legally Blonde (2001). Garber je za svoje igranje v zgodovinskih dramskih filmih Titanic (1997), Mleko (2008) in Argo (2012) prislužil tri nominacije za nagrado Screen Actors Guild. Garber je znan tudi po vlogi Jacka Bristowa v televizijski seriji Alias, pa tudi po nastopih v Frasier, Modern Family, Glee, Nurse Jackie, Louie, The Good Wife, Damages in Schitt's Creek. Bil je redni igralec v Legende o jutri kot dr. Martin Stein, prej je imel isto vlogo v ponavljajoči se zasedbi v filmu The Flash in v spletni seriji Vixen.